# Thịt bê

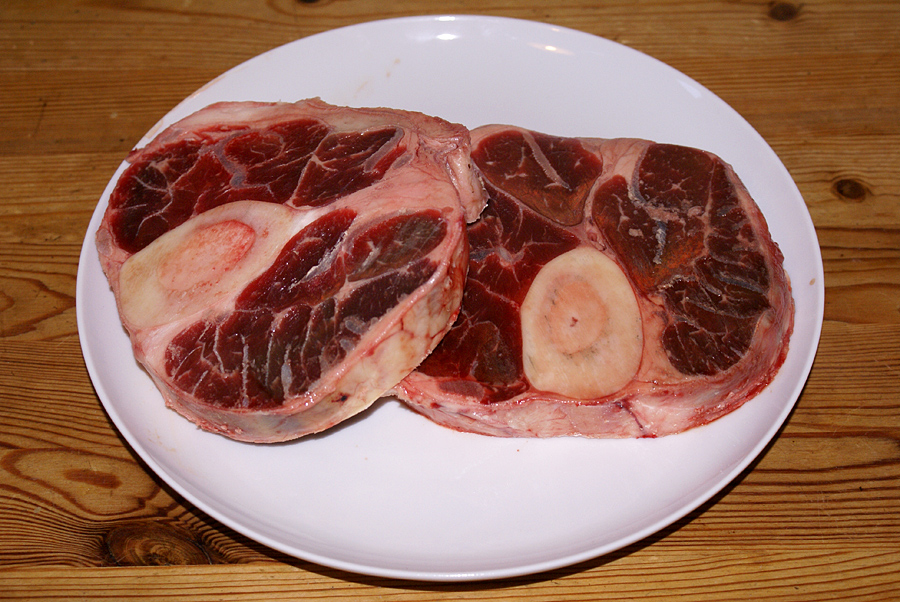
Hai miếng thịt bê tươi

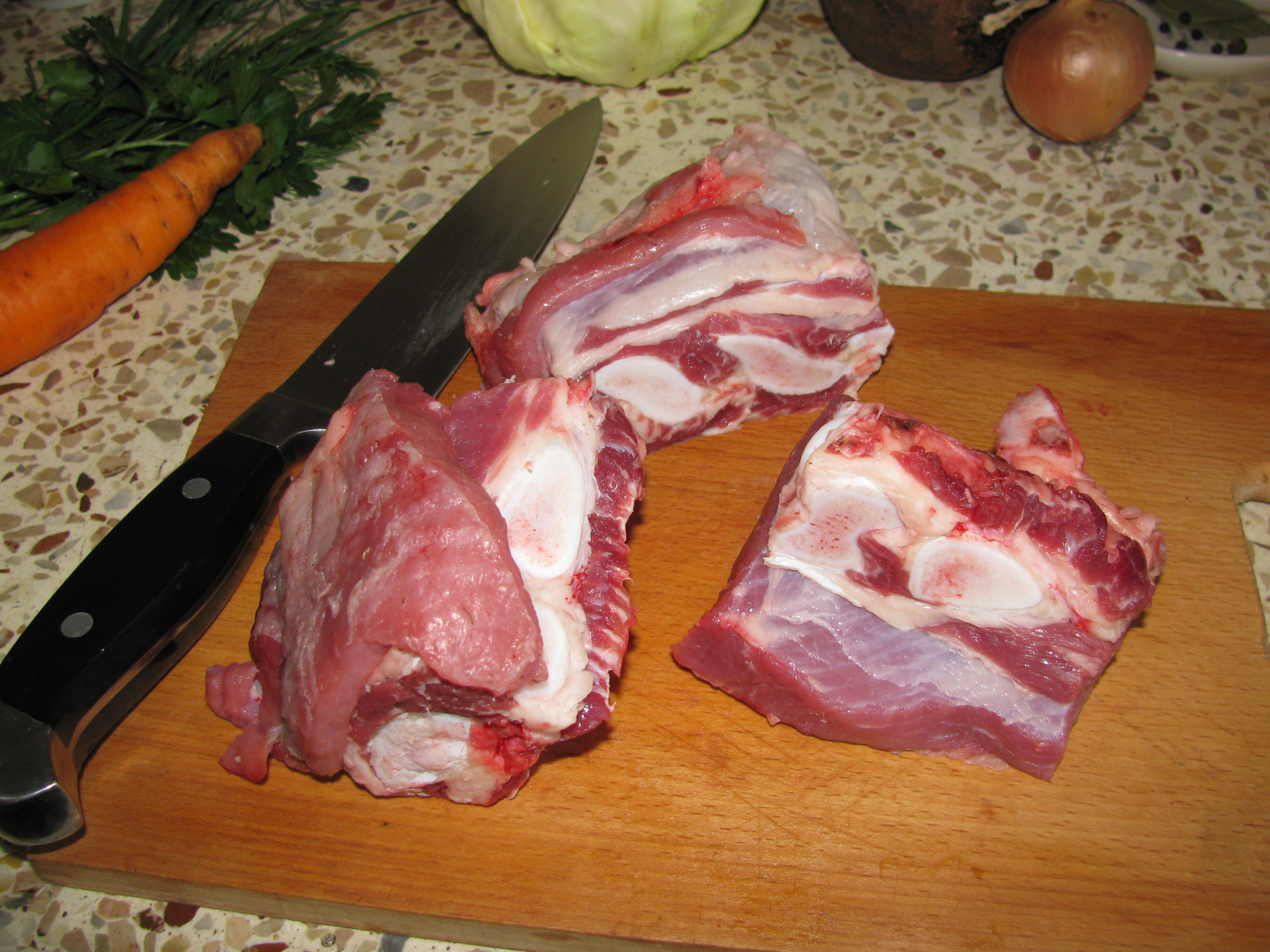

Thịt bê là loại thịt bò được lấy từ con bê hay bò tơ. Thịt bê có nhiều chất dinh dưỡng tốt cho sức khỏe, thịt loại có thớ nhỏ sẽ mềm, thớ to và được chế biến thành nhiều món ăn ngon đặc biệt là món bê thui ở Việt Nam. Trên thế giới, thịt bê đã được một thành phần quan trọng trong ẩm thực Ý và ẩm thực Pháp từ thời cổ đại.
Các loại thịt bê thường là dưới hình thức cốt lết. Ngoài việc cung cấp thịt, xương của bê được sử dụng để làm nước sốt và súp, ngoài ra bộ phận có giá trị nhất là gan bê, thận và tủy xương, ngoài ra các bộ phận khác như óc, lưỡi, giò cũng có giá trị. Ở Việt Nam, thông thường miếng thịt bê thường được bán có cả da nên nhiều người gọi món này là bò da xào lá lốt (bởi thịt bò khi mổ thịt người ta phải lột da).

## Các món
Ở Việt Nam, thịt bê được chế biến thành nhiều món ăn ngon như bê hấp, gỏi bê, bê nhúng mẻ, cháo bê, bê thui xào hoa tiêu, bê luộc chấm tương gừng và trong các món xào, nướng, nấu canh với thịt bê, thì món xào với lá lốt được cho là ngon và hấp dẫn nhất, Để món bê xào lá lốt được thơm, ngon và mềm thịt phải ướp thịt thật lâu. Ở Mộc Châu Ngoài ra còn có món bê quay. Bê ở đây là bê sữa đực, mới sinh, thịt bê được quay bằng bơ cũng có nguồn gốc từ đây. Món bê quay ở đây mềm vì là thịt bê non, và có vị rất đặc trưng.

### Bò tơ Củ Chi

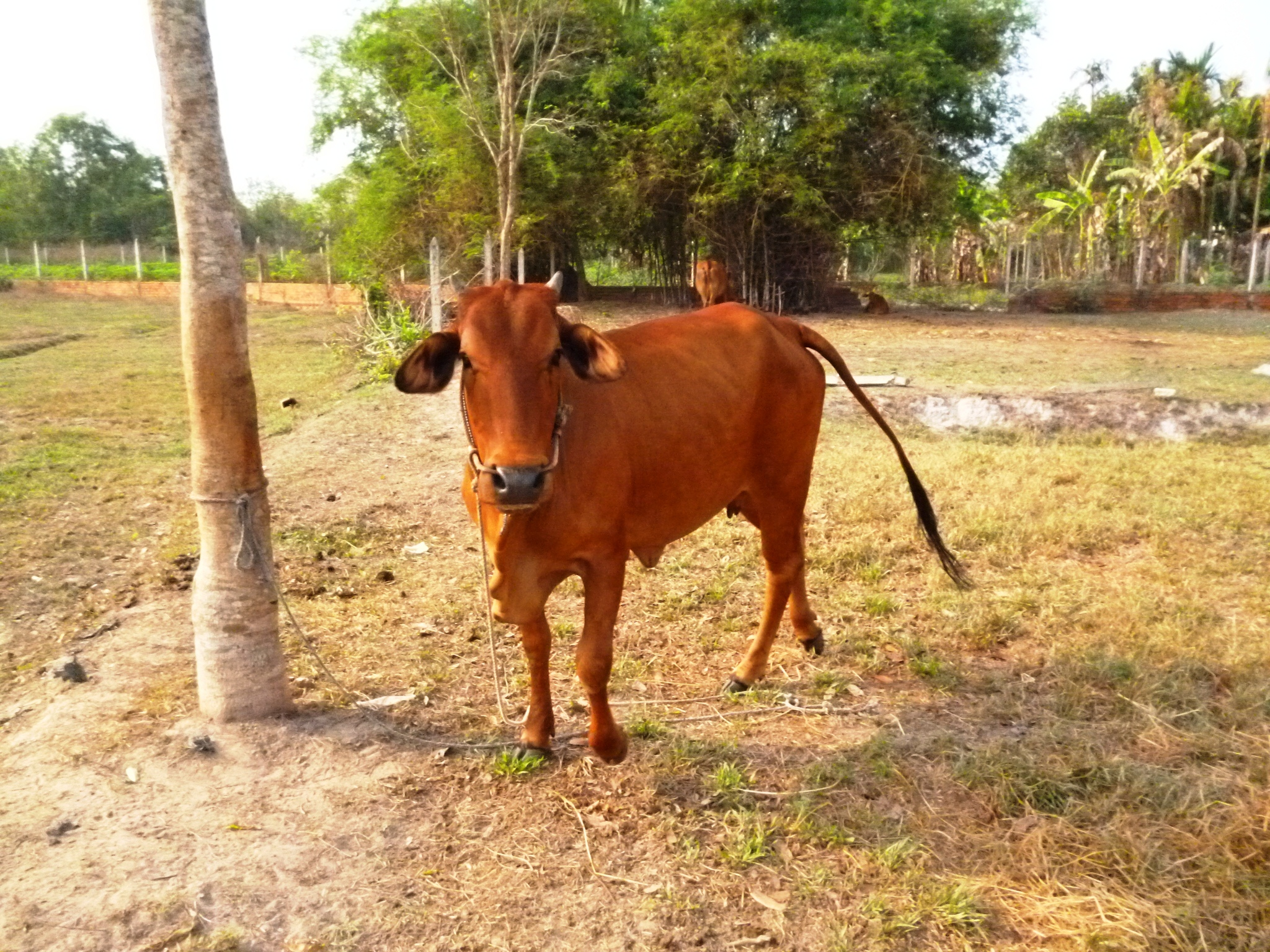
Hình chụp một con bò tơ ở Củ Chi

Những con bê khoảng 5 tháng tuổi được gọi là bò tơ và bò tơ đặc sản vùng Củ Chi, những quán đặc sản bò tơ như quán Xuân Đào, Hồng Đào trên quốc lộ 22, hướng từ Củ Chi về lại Thành phố Hồ Chí Minh. Thịt bò ở đây được tuyển chọn rất kỹ lưỡng từ những con bò tơ đủ độ tuổi nhất định, lúc đó thịt bò mềm, tươi và ngon. Miếng bò ở đây được lấy từ khúc thịt ngon nhất, sau đó cắt thành những khoanh tròn không quá mỏng, bằng một nửa bàn tay, rồi luộc lên. Khi chín thịt rất chắc, thơm và ngọt. Thịt bò được cắt thành miếng vuông nhỏ, ướp gia vị đậm đà, dùng xiên que xâu vào xen kẽ với hành tây, đem nướng lên tỏa mùi thơm.
Bò tơ phổ biến nhất là món bò luộc, được cuộn lại cùng rau rừng bằng bánh tráng, thịt bò tơ được chế biến thành rất nhiều món khác nhau, tăng thêm sự lựa chọn khi thực khách muốn đổi món như bò nhúng hèm, bò nướng vỉ, chả đùm bò, lòng bò hấp gừng, bờ tơ nướng lụi còn có món bò tơ kho xả ăn với cơm cháy và món bò tơ nướng mọi và bò tơ kho sả nguyên liệu với đầy đủ thịt và gân bò, ăn chung với cơm cháy.
Bò tơ nướng mọi tức là chỉ có thịt bò tơ tươi nướng cùng lửa trên bếp than hồng chứ không qua bất cứ công đoạn chế biến nào khác, khoảng 500gr thịt bò tươi sẽ được mang ra với dạng nguyên khối và vừa ăn, vừa xẻ thịt, vừa nướng ngoài ra còn bò tơ nướng mè với những chỗ thịt ngon như đùi, thăn rồi thái đều từng miếng mỏng vừa ăn ướp với ít hạt nêm, tiêu, dầu, hành tỏi băm và hạt mè  và món cháo dựng bò trong cháo có gân bò, móng bò nấu với đậu phộng, đậu xanh, đậu trắng, khoai, củ mì, khi cháo sôi thả rau má, mồng tơi, cải to, ăn ngọt và mát.

### Bê thui Cầu Mống

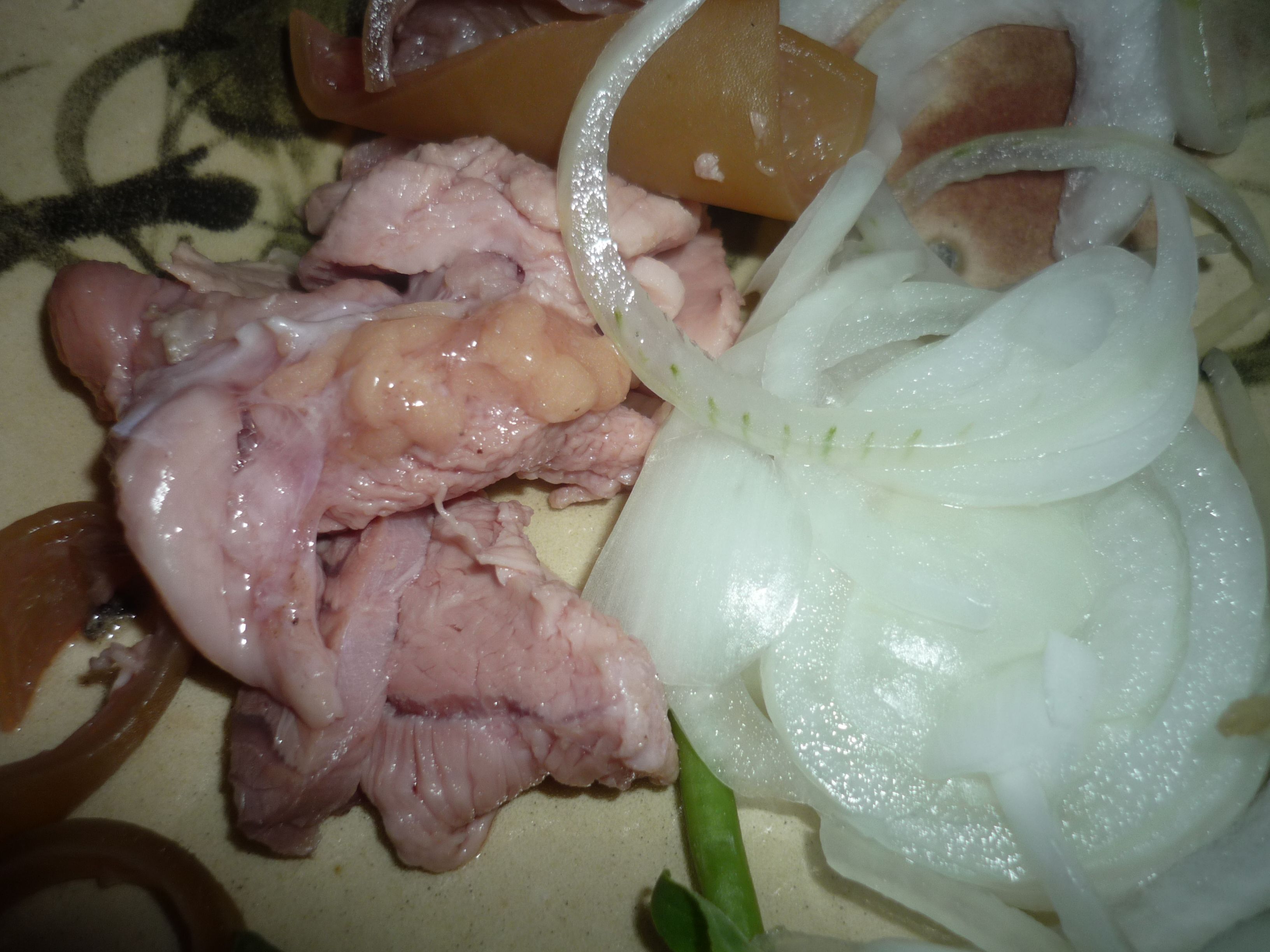
Bê thui một món ăn làm từ thịt bê

Thịt bê ngon nhất đặc biệt là các món bê thui trong đó ở vùng Quảng Nam, có món đặc sản bê thui ở Cầu Mống thuộc Điện Phương, Điện Bàn đây là món ăn nổi tiếng được bày bán tại các quán dọc Quốc lộ 1 từ thập niên 60 của thế kỷ XX. Sau gần 50 năm ra đời lần đầu tiên món đặc sản này đã được đưa vào Sài Gòn. Bê thui Cầu Mống được Tổ chức kỷ lục Việt Nam công nhận đạt kỷ lục quốc gia về món ngon Việt Nam, vào năm 2013, một dĩa bê thui lớn nhất Việt Nam được trình làng tại Festival di sản Quảng Nam lần V năm 2013
Thịt bê Cầu Mống còn hơi tái và được thui chín, da mềm cuốn với rau sống gồm cải con, xà lách, rau răm, húng lủi, dấp cá, khế, chuối chát, đu đủ và cọng giá dài và nhỏ. Món ăn này ngon bởi sử dụng bê cân nặng không quá 30 kg, ăn kèm với các món rau sống đặc sản Quảng Nam, bí quyết thui bê để thịt vừa chín tới. Những con bê nặng chừng 40–60 kg được nuôi dưỡng cẩn thận bằng cỏ vùng đồng bằng là cốt lõi của nguyên liệu bê thui. Sau khi xẻ thịt, lấy lòng, con bê được khâu lại với một số loại lá cây khử mùi rồi mang lên lò lửa than hồng thui nhẹ. Suốt thời gian khoảng 4 giờ đồng hồ, người đứng thui phải túc trực để xoay đảo cho bê chín đều. Sau đó, bê được mang lên bàn xẻ thành từng tảng lớn treo vào tủ kính. Khi khách vào, người đầu bếp chỉ việc lấy tảng bê xắt từng lát mỏng xếp vào đĩa đẹp mắt rồi mang ra.